# Feliks Zemdegs
Feliks Aleksanders Zemdegs (né le 20 décembre 1995 à Melbourne, Australie) est un champion australien de speedcubing. Il est considéré, par la communauté autour du Rubik's Cube, comme le meilleur speedcuber de l'Histoire, notamment car il est le seul à avoir remporté 2 fois le titre de champion du monde de la World Cube Association, en 2013 et 2015,,.
Depuis le début de sa carrière de speedcuber, il a possédé et battu 121 records du monde (il devient le seul cubeur à posséder plus de 100 records du monde), dont le record de 3x3 average ou encore 3x3 single. Par ailleurs, il cumule 214 records continentaux et 7 nationaux. Il est suivi par Max Park, avec "seulement" 61 records du monde battus et possédés.

## Biographie
Feliks Zemdegs est issu d'une famille lettone et sa grand-mère maternelle est lituanienne . Il a acheté son premier « speedcube » (Rubik's cube consacré au speedcubing) inspiré par des tutoriels et vidéos de speedcubing sur YouTube. Sa première résolution non officielle filmée était une moyenne de 19,73 secondes le 14 juin 2008. Il utilise la méthode CFOP pour résoudre le 3x3x3 depuis qu'il a douze ans, la méthode Yau pour résoudre le 4x4x4, la méthode CLL pour résoudre le 2x2x2 et la méthode réduction pour les cubes allant du 5x5x5 au 7x7x7.
Feliks Zemdegs a gagné l'épreuve de 3x3x3 lors de sa première compétition, le New Zealand's Champs 2009 le 18 juillet 2009, avec une moyenne de 13,74 en finale. Il gagna aussi les épreuves de 2x2x2, de 4x4x4, de 5x5x5, de 3x3x3 à l'aveugle et de 3x3x3 à une main.
À sa seconde compétition, le Melbourne Summer Open 2010, le 30 juin 2010, il fixa ses premiers records du monde, celui du 3x3x3 moyenne et celui du 4x4x4 moyenne avec respectivement 9,21 et 42,01 secondes. Il a détenu le record du monde de moyenne de 3x3x3 de manière continue jusqu'au 23 avril 2017, en l'améliorant huit fois, pour finalement atteindre 6,45 secondes. Le plus grand nombre de records du monde qu’il ait détenus simultanément était de douze juste après une compétition à Melbourne en mai 2011.
Au championnat du monde de 2011 à Bangkok, il a remporté les épreuves de 2x2x2, 4x4x4, 5x5x5 et 6x6x6. Il a également pris la troisième place en 3x3x3 après avoir remporté les trois premiers tours, et la troisième place en 7x7x7. Lors du championnat du monde suivant, en 2013 à Las Vegas, il a remporté les épreuves de 3x3x3, 4x4x4 et 3x3x3 à une main. Il s'est également classé deuxième au 5x5x5 et troisième au 7x7x7. Au championnat du monde 2015 à São Paulo, il a gagné les épreuves de 3x3x3, 2x2x2, 4x4x4 et 5x5x5. Il s'est également classé deuxième au 6x6x6, 7x7x7 et Megaminx. Au championnat du monde 2017 à Paris, il a remporté les prix du 5x5x5 et 7x7x7. Il a également pris la deuxième place au 6x6x6, 3x3x3 à une main et au Megaminx, et la troisième place au 4x4x4.
Il a un site Web, CubeSkills, qui comprend des tutoriels sur la résolution du Rubik's Cube et autres puzzles. On peut y trouver des feuilles d'algorithmes gratuites et des vidéos tutorielles de résolution de vitesse gratuites. Le site propose également un abonnement premium, qui permet d'accéder à des vidéos avancées de résolution rapide. Les membres peuvent également soumettre leurs propres vidéos de résolution qu'il critiquera.
Il possède un bachelor en commerce de l'université de Melbourne, spécialisé en économie, avec une étude approfondie en génie mécanique.

## Records du monde
Les records du monde actuels sont affichés sur fond rouge.
| Evènement         | Type    | Premier record du monde                         | Dernier record du monde                           | Total |
| ----------------- | ------- | ----------------------------------------------- | ------------------------------------------------- | ----- |
| 3×3×3             | Single  | 7,03 s Melbourne Cube Day 2010 13 novembre      | 4,16 s Auckland Summer open 2020 1 mars           | 10    |
| 3×3×3             | Moyenne | 9,21 s Melbourne Summer Open 2010 13 novembre   | 5,53 s Odd Day in Sydney 2019 9–10 novembre       | 13    |
| 2×2×2             | Moyenne | 2,35 s Asian Championship 2010 9–10 octobre     | 2,12 s Melbourne Cube Day 2010 13 novembre        | 2     |
| 4×4×4             | Single  | 35,55 s New Zealand Champs 2010 10 juillet      | 19,36 s LatAm Tour - Arequipa 2017 22 juin        | 12    |
| 4×4×4             | Moyenne | 42,01 s Melbourne Summer Open 2010 13 novembre  | 25,97 s Adelaide Summer 2017 21 janvier           | 7     |
| 5×5×5             | Single  | 1:02.93 Australian Nationals 2010 4–5 septembre | 37,93 s Canberra Autumn 2018 21–22 avril          | 16    |
| 5×5×5             | Moyenne | 1:07.59 Australian Nationals 2010 4–5 septembre | 43,21 s Melbourne Cube Days 2017 18–19 novembre   | 21    |
| 6×6×6             | Single  | 2:05.88 Melbourne Summer 2011 29–30 janvier     | 1:20.03 World Championship 2017 13–16 juillet     | 6     |
| 6×6×6             | Moyenne | 2:15.64 Melbourne Summer 2011 29–30 janvier     | 1:27.79 World Championship 2017 13–16 juillet     | 8     |
| 7×7×7             | Single  | 2:23.55 World Championship 2015 17–19 juillet   | 2:06.73 World Championship 2017 13–16 juillet     | 5     |
| 7×7×7             | Moyenne | 2:52.09 Australian Nationals 2013 7–8 septembre | 2:14.04 China's 10th Anniversary 2017 1–2 octobre | 11    |
| 3×3×3 à une main  | Single  | 11,16 s Kubaroo Open 2011 7 mai                 | 6,879 s Canberra Autumn 2015 9–10 mai             | 4     |
| 3×3×3 à une main  | Moyenne | 14,76 s Australian Nationals 2010 4–5 septembre | 10,21 s Malaysia Cube Open 2017 14–15 octobre     | 5     |
| 4×4×4 à l'aveugle | Single  | 3:37.29 Melbourne Summer 2011 29–30 janvier     | —                                                 | 1     |

Les moyennes sont calculées sur cinq tentatives en enlevant le meilleur et le plus mauvais temps.